# Puente de Arriaca
El puente de Arriaca es un viaducto de la carretera CM-10 sobre el río Henares en la ciudad de Guadalajara (España).
Recibe el nombre de la supuesta ubicación de la antigua Arriaca en la zona y fue promovido por la Consejería de Obras Públicas de la JCCM como parte de la Ronda Norte de Guadalajara y realizado por el estudio de arquitectura e ingeniería AIA. 
Se trata de un puente atirantado de acero de 201 m de longitud y 30 m de ancho, distribuido en dos calzadas de 12,50 m y una mediana de 3 m, lo que le convierte en el puente atirantado más ancho de Europa. Consta de tres vanos, uno central de 100,50 m y dos laterales de 58, 50 y 42 m. El pilono se ubica en el centro, mide 3 m de largo, 2,55 m de ancho y 58 m de altura desde el tablero de hormigón y 72 m desde el terreno natural, y se amarra a la mediana del puente mediante 28 tirantes, 14 a cada lado, separados entre sí 2,50 m.
El viaducto se encuentra completamente iluminado, tanto para la seguridad del tráfico como para la ostentación visual nocturna.